# Aharon Kapitulnik
Aharon Kapitulnik (* 29. Juli 1953 in Tel Aviv) ist ein israelischer Physiker und Hochschullehrer an der Stanford University.
Kapitulnik studierte an der Universität Tel Aviv mit dem Bachelor-Abschluss 1978 und der Promotion 1984. Er war Post-Doktorand an der University of California, Santa Barbara, und dort auch kurze Zeit Assistant Professor und ab 1985 Assistant Professor für Physik an der Stanford University (ab 1993 auch in der Fakultät für Angewandte Physik). 1993 wurde er Associate Professor und 1994 Professor. In Stanford ist er Theodore and Sydney Rosenberg Professor.
Er erforscht korrelierte und ungeordnete Elektronensysteme in Festkörpern insbesondere bei reduzierten Dimensionen (zweidimensional, eindimensional). Dazu entwickelte er ein Sagnac-Interferometer für die Entdeckung von Zeitumkehrinvarianz verletzender Phänomene in Festkörpern. Außerdem erforscht er korrelierte Elektronensysteme wie Hochtemperatursupraleiter und topologische Isolatoren mit Rastertunnelmikroskopie-Techniken.
Er entwickelte auch neuartige Instrumente zum Testen des Abweichens der Gravitationskraft vom{\displaystyle {\frac {1}{r^{2}}}} Gesetz auf Sub-Millimeter Skalen.
2015 erhielt er mit Allen Goldman, Arthur Hebard und Matthew P. A. Fisher den Oliver E. Buckley Condensed Matter Prize für Entdeckung und Erforschung von Supraleiter-Isolator Übergängen als Paradigma von Quantenphasenübergängen. 2009 erhielt er den Kamerlingh Onnes Prize für wegweisende Arbeiten über Zeitumkehr-verletzende Effekte bei unkonventionellen Supraleitern mit Magnetooptik (Laudatio).
1994 wurde er Fellow der American Physical Society und er ist Fellow der American Academy of Arts and Sciences. 1986 bis 1990 war er Sloan Research Fellow, und 1987 erhielt er einen Presidential Young Investigator Award der National Science Foundation. 2015 wurde er Mitglied der National Academy of Sciences.